# Jean-Baptiste Cysat
Jean-Baptiste Cysat, (en latin : Johannes Baptista Cysatus), né en 1585 (baptisé le 12 mai 1587) à Lucerne (Suisse) et décédé le 3 mars 1657 à Lucerne également, est un prêtre jésuite suisse qui fut un mathématicien, astronome et architecte de renom. Il a donné son nom au cratère lunaire Cysatus et à la chaîne de montagnes lunaires Monticuli Cysati[réf. nécessaire], située près du pôle sud de la Lune.

## Biographie
Fils du consul Renward Cysat, il entra au noviciat de la Compagnie de Jésus en 1604. Il étudia les mathématiques et l'astronomie à l'université d'Ingolstadt sous la direction du Père Scheiner. Devenu son collaborateur, il le suivit en 1618 comme professeur de mathématiques.
Il quitta Ingolstadt en 1622 pour retourner dans son pays. De 1624 à 1627 il fut recteur de l’Université de Lucerne. Après un séjour de quelques années en Espagne, il fut nommé en 1637 recteur de l’université d'Innsbruck puis en 1646 recteur du Collegium Willibaldinum d'Eichstätt. Finalement, il reprit le rectorat de l'université de Lucerne.

### Cysat et les comètes
Le travail le plus important de Cysat concerne les comètes. Il a observé la comète de 1618. Il a publié une monographie sur cette comète intitulé Mathematica astronomica de loco, motu, magnitudine et causis cometae qui sub finem anni 1618 et initium anni 1619 in coelo fulsit. Ingolstadt Ex Typographeo Ederiano 1619 (Ingolstadt, 1619).
Suivant l'opinion de Cysat, les comètes tournent autour du soleil ; il a démontré que l'orbite de la comète était parabolique, et non circulaire. Les observations de Cysat sur la comète sont caractérisées par leur grande précision.
Cysat a fait ses observations avec une telle précision qu'il est le premier à décrire le noyau cométaire, et qu'il a pu noter la transition de ce noyau d'une partie solide jusqu'à une partie faite de particules brillantes. Les dessins de Cysat du noyau ont été repris dans les planches d'autres auteurs. Ses observations étaient si détaillées qu'en 1804, il était toujours considéré comme un des meilleurs observateurs de ces objets. Le livre contient également les observations de Cysat de la Nébuleuse d'Orion, dont il compare la nature avec celle de la comète (on lui attribue parfois, probablement à tort, la découverte de cette nébuleuse).
Le livre de Cysat est aussi remarquable parce qu'il a été imprimé par une femme, Elizabeth Angermar.

### Autres travaux
Cysat observa l'éclipse lunaire totale de 1620. Plus tard il fut recteur du collège des Jésuites de sa ville natale de Lucerne, de 1624 à 1627. Après un séjour en Espagne en 1627, où il fut appelé à enseigner au collège impérial de Madrid, il revint à Ingolstadt en 1630 et servit comme curé à Innsbruck en 1637 et Eichstätt en 1646.
Johannes Kepler rendit visite à Cysat à Ingolstadt. Par ailleurs il semble avoir été en correspondance avec lui mais une seule lettre, datée du 23 février 1621, nous en est conservée. Cysat fut l'un des quatre observateurs du transit de Mercure du 7 novembre 1631 que Kepler avait annoncé dès 1627.
De retour dans sa ville natale de Lucerne, Cysat y meurt le 17 mars 1657.

## Écrits
- « Œuvres de J.-B. Cysat », VD17 (base de données des textes du XVIIe siècle de langue allemande)

## Source
- (de) Cet article est partiellement ou en totalité issu de l’article de Wikipédia en allemand intitulé « Johann Baptist Cysat » (voir la liste des auteurs).